# Harndrup
Harndrup – miasto w Danii, w regionie Dania Południowa, w gminie Middelfart, na wyspie Fionia.